# Кревски замък
Кревският замък (на беларуски: Крэўскі замак; на литовски: Krėvos pilis; на полски: zamek w Krewie) представлява комплекс от отбранителни съоръжения в едноименното село в Беларус. Укреплението попада в Сморгонски район на Гродненска област. Това е първият замък в Беларус, построен изцяло от камък. Строителството започва в края на 13 и началото на 14 век, по времето на литовския княз Гедиминас (Гедимин), който сам избира местоположението му. Той се включва в отбранителната линия от замъци, разположени между Вилнюс и Навагрудак, наричана „Каменния пояс“. Тази здрава отбранителна верига осигурява стабилна защита и подпомага създаването на обширна европейска държава – Великото литовско княжество, а по-късно и на полско-литовската държава Жечпосполита.

## История
Кревският замък е свидетел на много исторически събития. Малко след построяването му той е нападнат, за което се съди по останките от обгорялата бойна галерия и каменните гюлета, намерени при разкопки под западната стена.
През 1338 година Гедиминас подарява замъка на сина си Алгирдас (Олгерд), който живее в него до 1345 година. Тогава за първи път укреплението е споменато в летописите и затова годината 1338 официално се приема като дата на построяването му. След смъртта на баща си, Алгирдас, заедно с брат си Кейстут, заема великокняжеския трон и значително разширява границите на държавата.
През 1382 година, в подземието на Княжеската кула, по заповед на Владислав II Ягело, е убит неговия чичо Кейстут, син на Гедиминас и основен претендент за трона на Великото литовско княжество. Според преданието, той е удушен със златен шнур. Същата съдба е определена и за княз Витовт, син на Кейстут и братовчед на Владислав Ягело. Той обаче успява да избяга от замъка, преоблечен в женски дрехи.
През 1385 година в замъка се обсъждат условията за обединението на Полша и Великото литовско княжество, под властта на Владислав II Ягело. Подписването на документа, наречен Кревска уния, става на 14 август същата година. Като резултат от този съюз, на 18 февруари следващата година, 37-годишният Ягело става съпруг на 13-годишната полска принцеса Ядвига, която му ражда синовете, поставили началото на Ягелонската династия.
През 1433 година замъкът е овладян от метежния княз Свидригайло, син на Алгирдас, брат на Владислав II Ягело и претендент за престола на Великото литовско княжество.
В периода 1503 – 1506 година, Кревският замък е сериозно повреден при неколкократните обсади на перекопските татари. Почти по това време оттук минава австрийският дипломат и пътешественик Сигизмунд Гребенщайн, който описва в записките си село Крева като селище с напуснат и изоставен замък. Вероятно скоро след това укреплението е възстановено, защото през 1519 година един от московските войводи, навлизайки с войските си дълбоко в Беларус „воюва и превзема Крев“. Във втората половина на 16 век в замъка живее руският пълководец, княз Андрей Курбски, избягал от гнева на Иван Грозни. Именно от това място князът пише своите знаменити отворени писма.
В замъка се е крил и полският крал Кажимеж IV Ягелончик, за да избегне заговора на местните князе. С течение на годините, замъкът постепенно губи своето отбранително значение, въпреки че през 18 век той все още се намира в сравнително добро състояние.
Замъкът и укрепленията са силно пострадали през Първата световна война, когато фронтовата линия минава през Крева. В областта, в продължение на три години се водят позиционни сражения, а замъкът попада в немската отбранителна система. Германците го съоръжават с бетонни убежища, а кулите са превърнати в наблюдателни пунктове. По време на многократните обстрели древният замък се руши, като най-засегната е Княжевата кула. Тухлената ѝ облицовка на много места се отлепва или дори напълно пада, а северната стена се накланя на 10°. Събитията от Първата световна война практически окончателно унищожават замъка. От тях са останали множество следи – окопи, укрепления, немски бетонни бункери общи гробове.
През 1929 година полски реставратори укрепват наклонилата се стена с контрафорси с ширина 2 метра и я консервират. Изпадалата облицовка е възстановена и затегната с метални скоби, а фугите са запълнени с хоросан. По същото време са укрепени и останките от североизточната стена.

## Архитектура
Едни от първите замъци, построени от Великото литовско княжество, на днешната територия на Беларус, са Кревският и Лидският. Кревският е построен през 14 век в тясна долина, разположена между високи хълмове, при сливането на реките Кревянка и Шляхтянка. От изток, юг и частично от запад и север, замъкът е защитен от водите на реките и допълнителни диги. Освен това около него минава широк крепостен ров, пълен с вода.
Зад дебелите му стени се намират неголямо езерце и дървени жилищни постройки. На територията му непрекъснато присъстват княжески дружини, които защитават мирното население. В случай на нападение и обсада жителите от околните села също се събират в укреплението.

### Стени
Укреплението има своеобразна планировка, формата му е неправилен трапец, обърнат с най-голямата си страна към откритата площ. Северната защитна стена, която най-често е подлагана на вражески удари, е с дължина 85 m, а източната – 108,5 m. Дължината на южната, която малко се отклонява от основната линия, е 71,55 m, а на западната – 97,2 m. Дебелината на крепостните стени е 2,5 до 3 m, а височината им – около 12 – 13 m. На 2 метра височина стената е изградена от средно големи камъни, над които следва 30-сантиметров цокъл. Фундаментът надолу стига на дълбочина между 5 и 7 метра, за да се пробие блатистият почвен слой и да се достигне до здрава скала.
Отчитайки, че на източната страна водата достига плътно до крепостната стена, към фундамента е направен нисък пясъчен насип, укрепен допълнително с камъни. В северозападната част на вътрешното пространство са разположени жилищни и стопански постройки, изработени от дърво. В южната защитна стена е оставена порта с ширина 2,8 метра и височина 4,2 m.
В основите на западната стена, съвсем наравно с терена, е оставен още един, запасен вход, със заоблени контури. Ширината му е 2,2 метра, а височината – 2,5 m. Някои изследователи смятат, че това е отвор за протичане на вода, която пълни езерото на територията на двора. Но поради големите му размери, и въпреки необичайната му форма, главното предположение е, че все пак това е запасен изход.
При строителството на стените и на крепостния ров около тях се наблюдава една интересна подробност. Там, където ровът попада под основите на стените, е настлан с плътно и стриктно подредени камъни, които да не пропускат вода. Подпочвените води на това място са много високи и обезводняването на рова на някои места предполага особено майсторство на местните каменоделци.
Както и Лидския замък, Кревският е съоръжен само с две кули, разположени по диагоналите на трапеца – Малката и Княжеската, наричана още Голямата или Кулата на Кейстут.

### Княжеска кула
Княжеската кула е построена в северозападния ъгъл на терена и се издига на над 25 метра височина. Дори и сега руините и достигат до 17,5 метра. В план размерите ѝ са 18,65 х 17 m. Излиза изцяло извън очертанията на стените и вероятно е имала 4 нива, за което се съди по стълбището, вървящо над третия етаж. Възможно е обаче, то да е захранвало не цял етаж, а само бойна галерия. В подземието ѝ се намира затворът за високопоставени затворници. До 3 метра височина стените са изработени от камък, а по-нагоре, само от външната стена, продължава с облицовка от трислойна тухлена зидария с дебелина 70 cm. Долу дебелината им е 3 метра, а над нивото на третия етаж намалява на 2,5 – 2,6 m. Височината между етажите е 4,8 – 5 метра. Първоначално кулата е покрита с плочи, които през 15 – 16 век са заменени с два вида каменни шинди.
От основите до бойните галерии, стените са иззидани с камък. На височина от около 7 метра от външната страна, има изграден тухлен пояс с дебелина 2 m. От вътрешната страна, на височина 10 метра, по целия периметър е монтирана дървена бойна галерия, лягаща върху масивни дървени греди. Бойниците, обслужвани от нея, са на разстояние 2,4 m една от друга.
Вход към кулата има само на нивото на галерията и по друг начин не може да се попадне в нея. Вътре стълбището между етажите е вградено в дебелината на стената. Самата кула фланкира западната и северната стена, на която е оставена порта. Фундаментът е дълбок 3 метра, а под него е изградена подложка от дребни камъни и глина, легнали върху дъбови и борови трупи.
Предполага се, че на втория етаж в тази кула е живял князът, заедно със семейството си, и началникът на стражата. Таванът и стените на горните етажи са украсени с фрески, изпълнени в топла цветова гама. На тях са изобразени геометрични орнаменти и човешки фигури. На третия и предполагаемия четвърти етаж прозорците са по-големи, а откосите им също са декорирани със стенописи. Вторият етаж има само жилищни функции, а третият – само отбранителни.

### Малка кула
Малката кула опира до южната и източната стена и е изградена по-късно от Княжеската. Размерите ѝ в план са 11 х 10,6 m и също е на четири нива. Тя е по-ниска, тъй като височината ѝ достига само до 16 метра. Между двете кули, по диагонал на терена, е направен голям път с ширина 8 метра, настлан с камък. Към северната врата също е прокаран път, от който в наши дни почти нищо не е останало.

## Легенда
Кревския замък, както всички други замъци, има своите легенди и предания. Една от тях гласи, че някога в замъка живели двама князе, които се влюбили в една и съща девойка. Единият извиква другия на дуел и го убива. Останалият жив княз иска ръката на девойката, но тя му отказва. Тогава той заповядва да я зазидат в крепостната стена, заедно с кученцето ѝ. В продължение на няколко дни оттам се чуват стонове, докато накрая всичко утихва. От този момент, през нощта, жителите на замъка виждат как младото момиче разхожда кученцето си. Ако някой мъж се престраши да я доближи, тя започва да го вика с разтворени обятия. Ако мъжът поддаде, на другата сутрин го намират с натрошени кости. Според легендата, духовете ще бъдат умилостивени и проклятието ще отпадне, само ако някой извърши още по-жестока постъпка. Хората твърдят, че духът на девойката все още се лута в замъка, макар и вече не като младо момиче, а като съсухрена старица, която води скелета на малко куче.

## Съвременно състояние
В наши дни са проведени основни изследвания на замъка и този паметник е включен към туристическите маршрути. От него са останали само руини, все още се виждат крепостни стени и са се запазили някои части от двете кули.
При археологически разкопки, в двора на крепостта, са намерени керамични съдове от 14 – 15 век, теракота, кахлени плочки, фрагменти от стъклени изделия, оръжия, останки от стопански постройки.
- 1827
- 1877
- 1900
- 1917
- 1930
- 2005
- 2020